# Luca Marinelli
Luca Marinelli (n. 22 octombrie 1984, Roma, Italia) este un actor italian, câștigător al Coppa Volpi pentru cel mai bun actor la Festivalul de Film de la Veneția pentru Martin Eden (2019).
Este cunoscut mai ales pentru rolurile lui Guido din Tutti i santi giorni (2012), Andrea din La grande bellezza (2013), Cesare din Non essere cattivo (2015), The Gipsy din Lo chiamavano Jeeg Robot (2016), personajul principal din Martin Eden (2019), Nicky în Vechea gardă (2020) și personajul principal din Diabolik (2021).

## Biografie
Născut la Roma, Luca Marinelli este fiul actorului și actorului de voce Eugenio Marinelli, și nepotul actriței de scenă și de voce Sonia Scotti. S-a înscris la Academia Națională de Artă Dramatică Silvio D'Amico, absolvind în 2009. Apărând ocazional pe scenă din 2006, rolul care l-a propulsat în domeniu a fost Mattia - personajul principal din filmul dramă din 2010 al lui Saverio Costanzo, La solitudine dei numeri primi. În 2013 a fost numit European Shooting Star la Festivalul Internațional de Film de la Berlin pentru interpretarea sa din filmul Tutti i santi giorni de Paolo Virzì. Marinelli a jucat, de asemenea, un rol secundar în drama câștigătoare a premiului Oscar La grande bellezza de Paolo Sorrentino.
Pentru rolul lui Cesare din ultimul film al lui Claudio Caligari, Non essere cattivo, a câștigat Premiul Pasinetti pentru cel mai bun actor la a 72-a ediție a Festivalului Internațional de Film de la Veneția.
În 2016 a câștigat premiile Nastro d'Argento și David di Donatello (pentru cel mai bun actor în rol secundar) pentru Lo chiamavano Jeeg Robot, iar în 2019 a câștigat Cupa Volpi pentru cel mai bun actor pentru interpretarea personajului titular Martin Eden la a 76-a ediție a Festivalului Internațional de Film de la Veneția. De asemenea l-a jucat pe antagonistul Primo în serialul TV din 2018 Trust și a jucat rolul lui Nicky în filmul Netflix Vechea gardă. În 2018 l-a interpretat pe cântărețul și compozitorul italian Fabrizio De André în Fabrizio De André: Principe libero.
A jucat rolul lui Diabolik în filmul din 2021 bazat pe seria de benzi desenate. 

## Filmografia
- La solitudine dei numeri primi (2010)
- L'ultimo terrestre (2011)
- Tutti i santi giorni (2012)
- Nina (2012)
- La grande bellezza (2013)
- Non essere cattivo (2015)
- Lo chiamavano Jeeg Robot (2015)
- Slam - Tutto per una ragazza (2016)
- Il padre d'Italia (2017)
- Lasciati andare (2017)
- Una questione privata (2017)
- Fabrizio De André - Principe libero (2018)
- Ricordi? (2018)
- Martin Eden (2019)
- Vechea gardă (2020)
- Diabolik (2021)
- Le otto montagne (2022)

## Premii și recunoașteri
- Festivalul de Film de la Veneția
  - 2015 – Premiul Pasinetti pentru cel mai bun actor pentru Non essere cattivo
  - 2019 – Cupa Volpi pentru cea mai bună performanță masculină pentru Martin Eden
- David di Donatello
  - 2013 – Nominalizat pentru cel mai bun actor pentru Tutti i santi giorni
  - 2016 – Nominalizare pentru cel mai bun actor pentru Non essere cattivo
  - 2016 – Cel mai bun actor în rol secundar pentru Lo chiamavano Jeeg Robot
  - 2019 – Nominalizare pentru cel mai bun actor pentru Fabrizio De André - Principe libero
  - 2020 – Nominalizare pentru cel mai bun actor pentru Martin Eden
  - 2023 - Nominalizare pentru cel mai bun actor pentru Le otto montagne
- Premiile Filmului European - European Shooting Star
  - 2020 – Nominalizare pentru cel mai bun actor pentru Martin Eden
- Nastro d'Argento
  - 2016 – Cel mai bun actor în rol secundar pentru Lo chiamavano Jeeg Robot
  - 2016 – Premiul Persol pentru personajul anului
  - 2017 – Nominalizare pentru cel mai bun actor pentru Il padre d'Italia
  - 2020 – Nominalizare pentru cel mai bun actor pentru Martin Eden
  - 2023 - Cel mai bun actor pentru Le otto montagne[7]
- Globo d'Oro
  - 2017 – Nominalizare pentru cel mai bun actor pentru Il padre d'Italia
  - 2018 – Cel mai bun actor pentru Una questione privata (ex aequo cu Toni Servillo)
  - 2020 – Nominalizare pentru cel mai bun actor pentru Martin Eden
- Festivalul de Film de la Berlin
  - 2018 – Premiul Shooting Stars
- Chiak d'Oro
  - 2016 – Cel mai bun actor în rol secundar pentru Lo chiamavano Jeeg Robot[8]
  - 2017 – Cel mai bun actor în rol secundar pentru Slam - Tutto per una ragazza and Lasciati andare [9]
  - 2020 – nominalizare pentru cel mai bun actor pentru Martin Eden[10]
- Festivalul de Film Bobbio
  - 2015 – Premiul pentru cel mai bun actor pentru Non essere cattivo